# Locate32
Locate32是一個可以在Windows 98、Me/NT 4.0/2000/XP/Vista/7搜尋檔案的開源軟體。它的工作原理是在使用者的硬碟上建立索引，從而使搜索速度更快。可以移動的驅動器或遠端驅動器也可以編制索引。這個軟體不需要安裝程序，在硬碟上的任何位置解壓縮該程式的壓縮檔後，就可以直接運行可執行檔。使用者首先必須建立索引檔的資料庫，編製索引後就可以快速的搜尋檔案。它無法搜尋檔案內部的資料，但可以指定檔案名稱與類型，快速的搜尋檔案。這是Janne Huttunen撰寫的程式，但他在2011年9月表示將不再積極維護它。最新的版本（也可能是最後一個版本）是3.1 RC3m bulid 11.7100。該專案在2012年8月遷至SourceForge。

## 外部連結
- 官方网站
- （页面存档备份，存于）